# Gottfridsbergs församling
Gottfridsbergs församling är en församling i Linköpings stift inom Svenska kyrkan. Den ingår i Linköpings domkyrkopastorat och ligger i Linköpings kommun i Östergötlands län, närmare bestämt i nordvästra Linköping, där församlingen omfattar stadsdelarna Gottfridsberg och Barhäll.
Ansgarskyrkan, som byggdes 1970 och sedan dess nyttjats av EFS missionsförening i Linköping, är även församlingskyrka (samarbetskyrka) för Gottfridsbergs församling.

## Administrativ historik
Församlingen avdelades från Linköpings domkyrkoförsamling 1 januari 2006. Detta är en av väldigt få församlingsutbrytningar sedan 2000 när kyrkan skildes från staten. Detta innebar att församlingen inte fick ett motsvarande distrikt från 1 januari 2016, utan den är del av Linköpings domkyrkodistrikt.
Församlingen utgjorde ett eget pastorat till 2011 från vilken tid till 2014 församlingen var en annexförsamling i Linköpings domkyrkopastorat. Från 2014 ingår församlingen i Linköpings pastorat, 2015 namnändrat till Linköpings domkyrkopastorat.

## Series pastorum
| 2007 - 2017 | Lars Häggberg |